# Обоняние птиц
Обоня́ние птиц — восприятие птицами присутствия в воздухе молекул летучих веществ. Проявляется в формировании специфического ощущения запаха. Анализируя запах, птица реагирует на изменения во внешнем мире. За данный процесс у позвоночных несёт ответственность обонятельный анализатор, возникший ещё на раннем этапе эволюции хордовых. В наследство от хордовых обоняние получили все классы позвоночных, включая птиц.
Обонятельная рецепция складывается из обнаружения пахучего вещества обонятельными хеморецепторами, передачи обонятельной информации в центральную нервную систему и обработку её структурами конечного мозга. Она обеспечивает ряд приспособительных поведенческих реакций.
В целом обоняние у птиц развито слабее, чем у млекопитающих. Есть виды практически лишённые обоняния, но есть и виды с острым обонянием и даже такие, для которых обоняние - решающий фактор выживания. В настоящее время у птиц надёжно исследованы пищевые и ориентировочные обонятельные реакции. Изучаются обонятельные реакции птиц для предотвращения близкородственного скрещивания.
Наиболее развито обоняние у стервятников, живущих в лесистых регионах, у некоторых птиц вернувшихся к наземному образу жизни, и у морских птиц открытого моря и океана.

## Наземные птицы

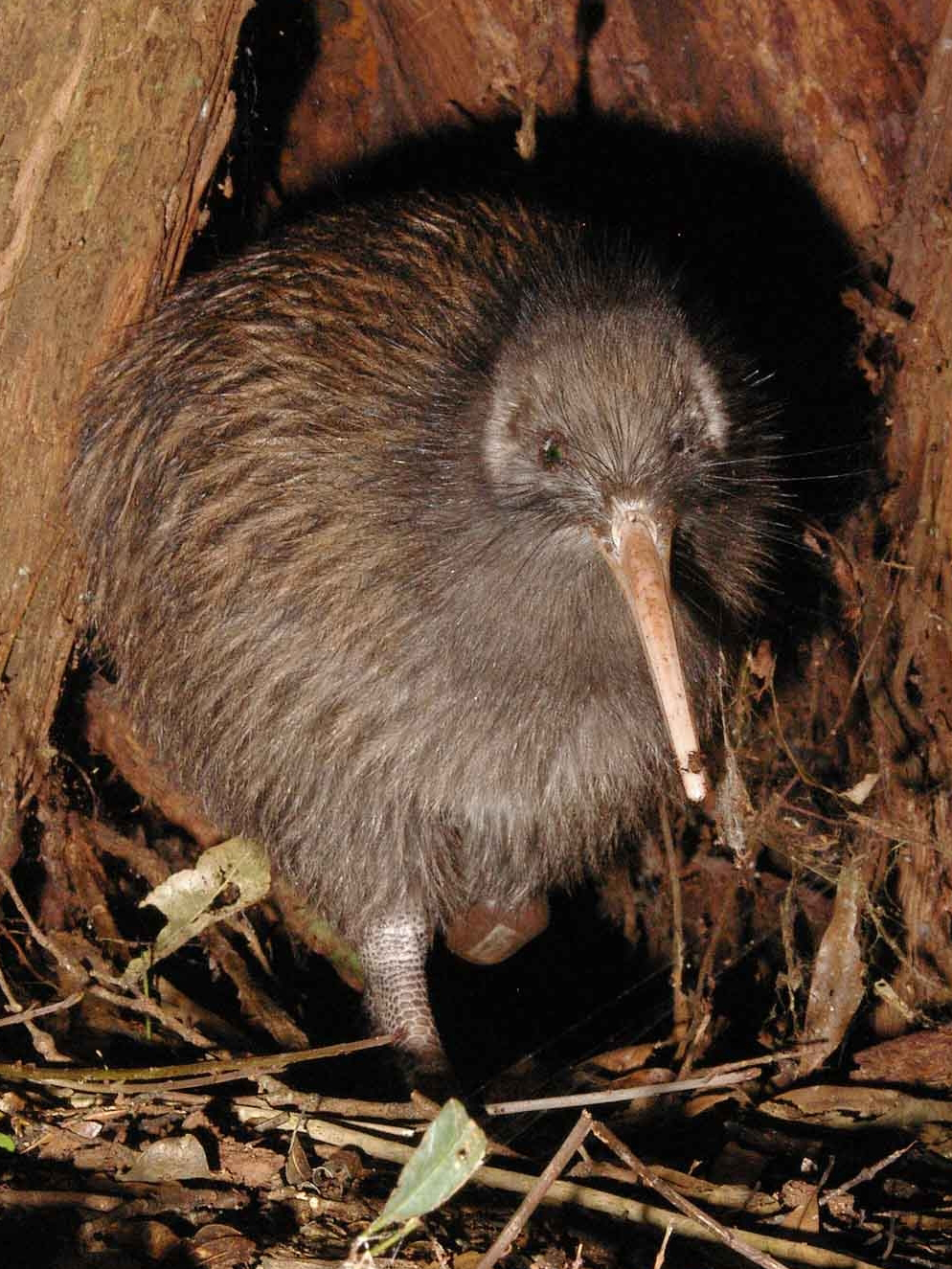
Северный бурый киви

Среди наземных птиц наиболее острое обоняние обнаружено у отряда кивиобра́зных, или бескры́лых (Apterygiformes).  Это обусловлено тем, что киви ищет пищу в почве и подстилке влажных лесов. Зрение этой ночной птицы развито слабо, в природе находили слепых птиц, которые за исключением слепоты были вполне здоровы. Поэтому обоняние, осязание и слух — главные средства в поисках пищи. Птица питается насекомыми, червями и мелкими амфибиями. В отличие от всех остальных птиц ноздри киви эволюционно сместились на кончик клюва. При поиске червей киви разгребает подстилку, втыкает длинный клюв во влажную, мягкую землю и вынюхивает добычу. Доказано, что киви может находить червей и насекомых исключительно по запаху, но в естественных условиях птица стремится использовать также осязание и слух.

## Американские грифы

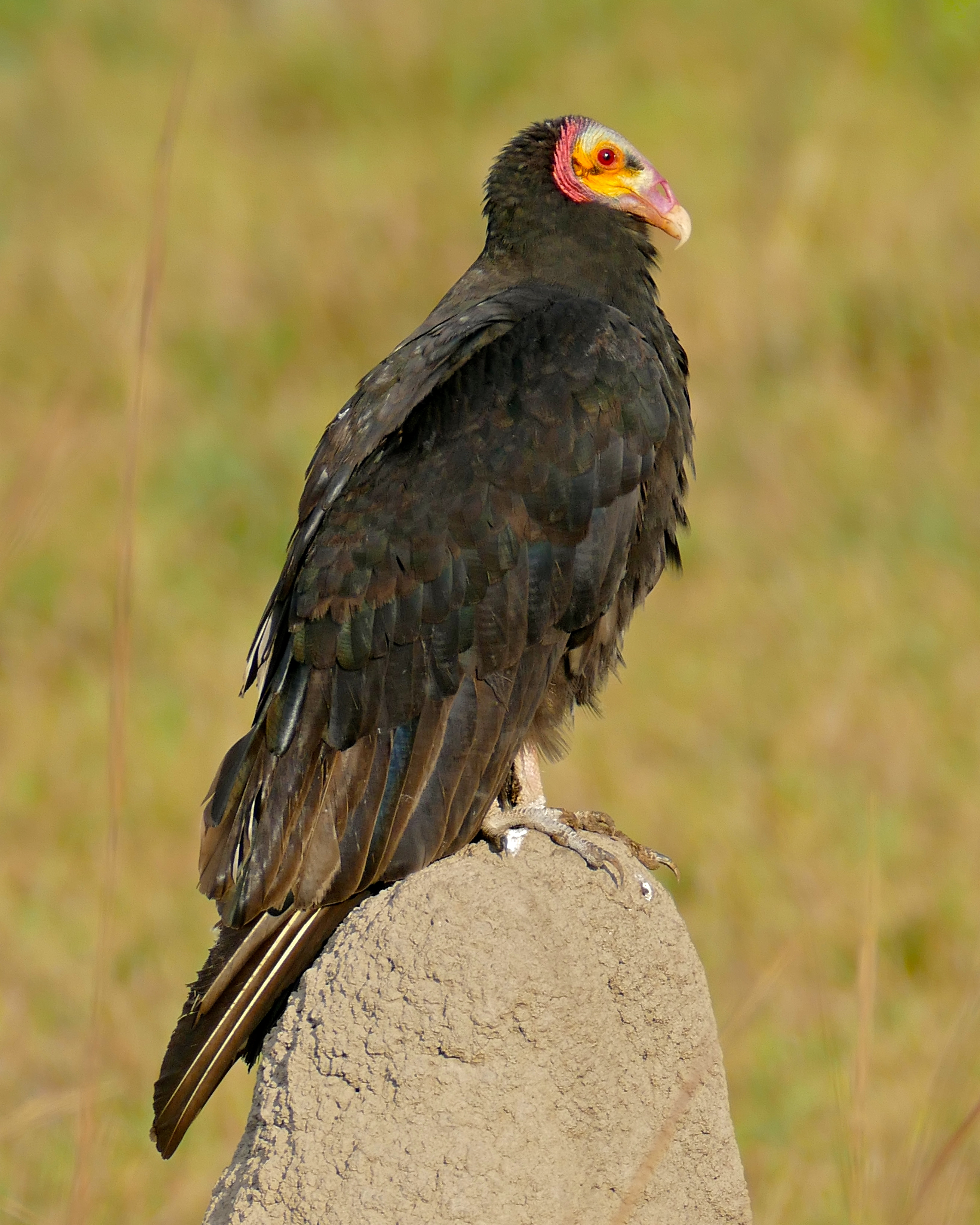
Малая желтоголовая катарта

Наиболее острым обонянием среди птиц обладают американские грифы, живущие в дождевых лесах Амазонки — гриф-индейка, большая желтоголовая катарта и малая желтоголовая катарта. Поскольку птицы не видят добычу под кронами деревьев, им приходится искать её по запаху. В отличие от киви в поисках пищи катарты могут только обнюхивать, но не ощупывать обширные пространства джунглей. Хотя катарты охотятся и на живых мелких животных, их жизнь почти полностью зависит от остроты обоняния.

## Морские птицы

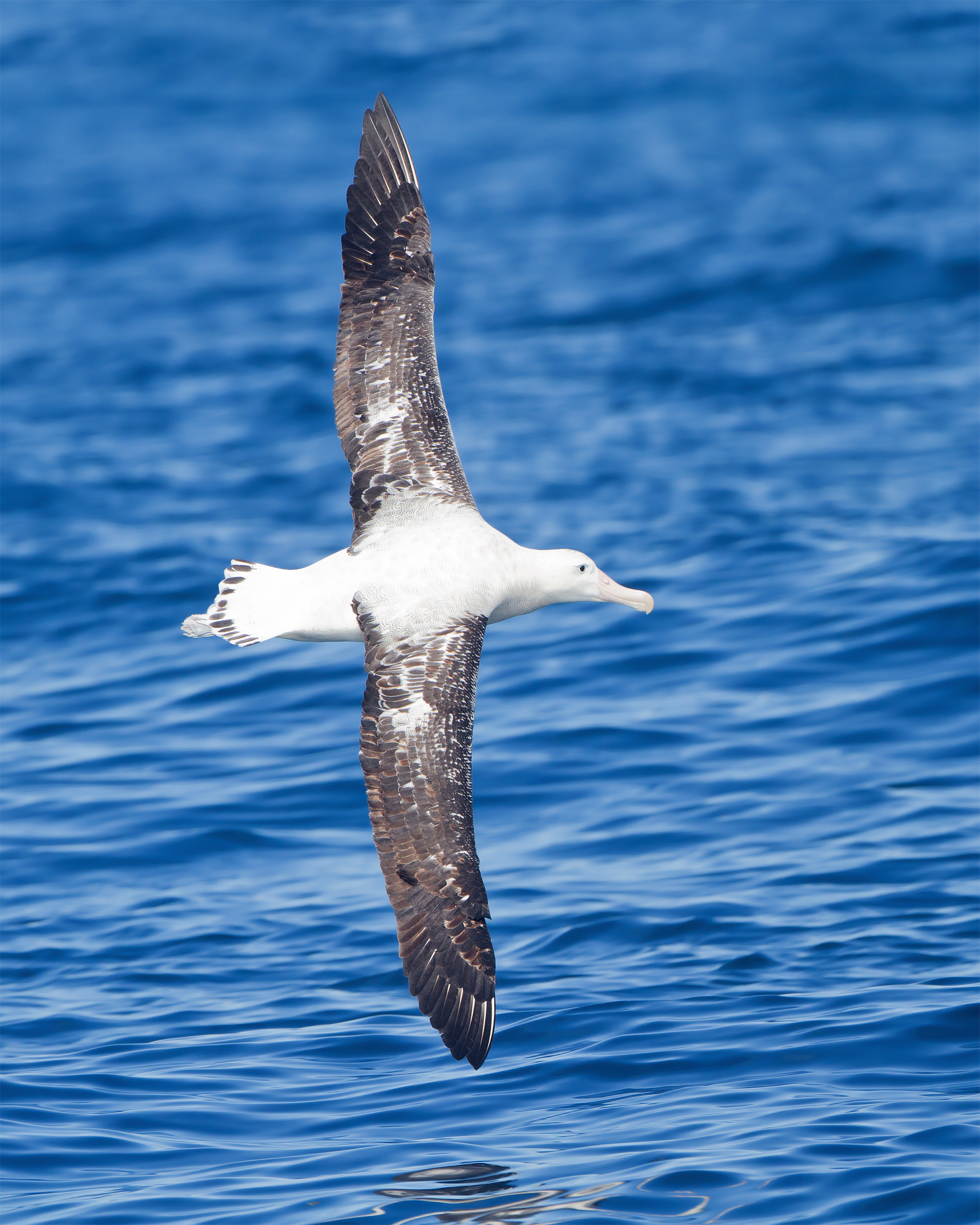
Альбатрос в полёте.

Сегодня известно, что наиболее острым обонянием среди морских птиц обладают некоторые виды альбатросов. Эти птицы относятся к семейству  Procellariiformes, изначально Tubinares — трубконосые. Трубки проходят по всему клюву и ведут в хорошо развитые обонятельные камеры.  Странствующий альбатрос - самая большая летающая птица в мире, которая добывает пищу с помощью далёких и продолжительных полетов, а не передвижений по земле. Обоняние альбатросы используют для поисков пищи. Предполагается, что они ориентируются не на запах своей добычи, а на запах диметилсульфида — продукта второго главного метаболита фитопланктона. Это вещество имеет резкий неприятный запах и выделяется в больших количества в продуктивных зонах океана. Так птицы обнаруживают участки океана, где должна кормиться их добыча.
Установлено, что некоторые буревестники (Procellariidae) также обладают обонянием, но используют его не для добычи пищи, а для ориентации над открытым морем. Птицы, временно лишённые обоняния, продолжают хорошо кормится, но не могут выбрать точное направление при возвращении в свою колонию. Своё движение они корректируют только увидев береговую линию.